# أنتوني جونز (مصور)
أنتوني جونز (بالإنجليزية: Anthony Jones)‏ هو مصور بريطاني، ولد في 1962 في لندن في المملكة المتحدة.